# Gilliamsen Peak
Der Gilliamsen Peak ist ein rund 650 m hoher Berg im Süden der westantarktischen Alexander-I.-Insel. Er ragt am südöstlichen Ende der Staccato Peaks auf.
Der US-amerikanische Polarforscher Lincoln Ellsworth fertigte 1935 die ersten Luftaufnahmen an. Das Advisory Committee on Antarctic Names benannte den Berg nach Lieutenant Commander Donald Anthony Gilliamsen (1930–2017) von der United States Navy, Pilot der Navy-Flugstaffel VXE-6 bei der Operation Deep Freeze der Jahre 1969 und 1970.